# Phloiotrya quercicola
Phloiotrya quercicola is een keversoort uit de familie zwamspartelkevers (Melandryidae). De wetenschappelijke naam van de soort werd in 1922 gepubliceerd door George Charles Champion.